# Xtree
XTree é um software gerenciador de arquivos originalmente designado para uso sob o DOS. Era distribuído pela Executive Systems e primeiramente lançado no dia 1º de Abril de 1985, e se tornou muito popular. Embora a interface de usuário fosse composta de caracteres de texto, tinha vários elementos gráficos, especialmente quando o XTree Gold foi lançado em 1989, e os menus em cascata foram introduzidos.
O programa preencheu um nicho de mercado específico, enquanto o DOS era vendido sem qualquer gerenciador de arquivos com interface gráfica, até o lançamento da versão 5.0 com o malsucedido DOS Shell. Até nesse ponto, a velocidade e os recursos do XTree Gold eram superiores - em especial, o suporte para compressão de arquivos ZIP, formatar disquetes e a habilidade para recuperar arquivos perdidos. 
O programa tinha também o benefício do uso muito baixo de memória, essencial num tempo em que menos de 640k de memória (limitação do DOS) estava disponível para rodar os programas.
O XTree passou por um período de decadência com o uso mais amplo do Microsoft Windows. O gerenciador de arquivos que já vinha com o Windows tinha uma vaga similaridade com o XTree. Embora fosse mais lento, também trazia recursos como atalhos de teclado e formatação de disquetes. Além disso, a partir da versão 95, o Xtree passou a ser incompatível com os nomes de arquivos longos, que não seguissem o formato 8.3, tornando impraticável seu uso.
Mesmo nas primeiras versões, o Xtree continha recursos como listar todos os arquivos em árvores, incluindo subdiretórios, listar numa só tela todos os arquivos do disco, e visualização em formato hexadecimal dos arquivos. Alguns desses recursos cujo gerenciador de arquivos do Windows não disponibilizou até hoje, nem mesmo na versão Vista. 
Em 1992, foi lançado o XTree Gold for Windows. O produto foi um desastre para a Xtree Company, que tirou vários dos recursos das versões DOS. Em 1993, a XTree Company foi vendida para a Central Point Software, que por sua vez foi adquirida em 1994 pela Symantec, e em 1995, todos os produtos do XTree foram descontinuados.
A popularidade do programa incentivou vários entusiastas a desenvolver versões clones que trabalhassem com sistemas operacionais mais modernos.